# یوجی تاکشیما
یوجی تاکشیما (انگلیسی: Yuji Takeshima؛ زادهٔ ۱۱ ژوئن ۱۹۹۹) بازیکن فوتبال اهل ژاپن است.